# Сароб (Кушониёнский район)
Сароб (тадж. Сароб; до 2014 года — Будённый) — село в Кушониёнском районе Хатлонской области Республики Таджикистан. Входит в состав джамоата (сельской общины) Ориён Кушониёнского района.
Находится на расстоянии 12 км от райцентра (пгт. им. Исмоила Сомони) и 8 км до центра общины (с. Кахрамон).
Население — 2443 чел. (2017).